# Bernardino Luini
Bernardino Luini, narozený jako Bernardino de Scapis (asi 1480/82 Scapis – červen 1532 Milán) byl italský renesanční malíř z okruhu Leonarda da Vinci, po jehož boku zřejmě nějaký čas pracoval a jehož stylem byl silně ovlivněn. O jeho životě je s jistotou známo jen málo. Roku 1500 se odstěhoval se svým otcem do Milána, v letech 1504-1507 pravděpodobně působil v Trevisu, pak se opět vrátil do Milána. V letech 1509 až 1514 pracoval na freskách pro Villu Pelucca v Sesto San Giovanni, jež patří k jeho nejlepším dílům a jsou dnes v muzeu Pinacoteca di Brera v Miláně. Roku 1521 cestoval do Říma, kde ho ovlivnil Rafael. Roku 1529 vytvořil své mistrovské dílo, pašijové fresky v kostele Santa Maria degli Angeli v Luganu. Zemřel v Miláně. Jeho syn Aurelio Luini byl rovněž malíř.